# Поликоро
Поликоро (итал. Policoro) — коммуна в Италии, расположена в регионе Базиликата, подчиняется административному центру Матера.
Население составляет 15 567 человек (на 2005 г.), плотность населения составляет 232 чел./км². Занимает площадь 67 км². Почтовый индекс — 75025. Телефонный код — 0835.
Покровительницей коммуны почитается Пресвятая Богородица (Madonna del Ponte), празднование в третье воскресенье мая.

## Население
Население Поликоро:
| Год  | Численность | Численность |
| ---- | ----------- | ----------- |
| 2005 | 15 567      |             |
| 2017 | 17 532      | [ 2 ]       |
| 2018 | 17 694      | [ 3 ]       |
| 2023 | 17 832      | [ 1 ]       |